# Montejaque
Montejaque è un comune spagnolo di 1 032 abitanti situato nella comunità autonoma dell'Andalusia.